# Ylinen Ylinenjärvi
Het Ylinen Ylinenjärvi, bovenste bovenmeer, is een meer in Zweden, in de gemeente Övertorneå. Het water in het meer komt vanuit het noorden uit de Keskinenrivier in en stroomt in het zuiden weg naar het meer naast Ylinenjärvi. Het Ylinen Ylinenjärvi ligt op 120 meter boven de zeespiegel.
Keskinenrivier → meer Ylinen Ylinenjärvi → Ylinenrivier → zelfde rivier Isojoki → meer Soukolojärvi → Soukolorivier → Torne → Botnische Golf